# Atlanta Falcons
Atlanta Falcons là một đội bóng bầu dục Mỹ chuyên nghiệp có trụ sở tại Atlanta. Falcons tham gia National Football League (NFL) với tư cách là một câu lạc bộ thành viên của liên đoàn National Football Conference (NFC) South division. Falcons được thành lập vào ngày 30 tháng 6 năm 1965 và gia nhập NFL vào năm 1966 là một đội mở rộng
Trong 55 năm tồn tại, Falcons đã có thành tích 379-487-6 (369-473-6 trong mùa giải thường và 10-14 trong các trận playoff), giành chức vô địch khu vực trong các mùa giải 1980, 1998, 2004, 2010, 2012, và 2016. Falcons đã xuất hiện trong hai Super Bowl, lần đầu tiên trong mùa giải 1998 tại Super Bowl XXXIII, nơi họ thua Denver Broncos với tỉ số 34-19,, và lần thứ hai sau 18 năm, thua New England Patriots với tỉ số 34-28 trong Super Bowl LI.
Sân nhà hiện tại của Falcons là Mercedes-Benz Stadium, được khai trương vào mùa giải 2017; trụ sở và cơ sở huấn luyện của đội nằm tại một khu đất rộng 50 mẫu Anh (20 ha) ở Flowery Branch, phía đông bắc của Atlanta, tại Hall County.